# Chrysoperla agilis
Chrysoperla agilis is een insect uit de familie van de gaasvliegen (Chrysopidae), die tot de orde netvleugeligen (Neuroptera) behoort. 
Chrysoperla agilis is voor het eerst wetenschappelijk beschreven door Henry et al. in 2003.